# Гугол
 Тази статия е за числото 10100.  За интернет търсачката вижте Гугъл.  
Гугол (от английски: googol) е именувано число в математиката, равно на 10100 или на 1 със сто нули.

## История на термина
През 1938 г. американският математик Едуард Кеснер (Edward Kasner, 1878 – 1955) се разхождал в парка с двама свои племенници и обсъждал с тях големите числа. В хода на разговора станало дума за число със сто нули, което нямало свое име. Единият от племенниците, деветгодишния Милтън Сирота (Milton Sirotta), предложил да нарекат това число „гугол“ (googol). През 1940 г. Едуард Кеснер съвместно с Джеймс Нюман написал научно-популярната книга Mathematics and the Imagination („Математиката и въображението“) („New Names in Mathematics“), където и разказал за числото гугол.

## Гугол като число
Гугол е с около 20% по-малък от 70! (70 факториел). Има само два прости делителя – 2 и 5.
В двоично представяне гугол е число от 333 бита, от които последните 100 цифри са нули.
В шестнадесетична бройна система гугол се състои от 84 цифри, от които последните 25 цифри са нули
Използвайки официално приетата в САЩ, Русия, Украйна и др. страни система за наименование на числата, гугол може да се нарече десет дуотригинтилиона, етимологията на което е свързана с латинското число 33 и означава, че трябва 33 пъти да се вземат по три нули – окончание „илион“.

## Интересни факти
- Популярната Интернет-търсачка Google извежда наименованието си тъкмо от тази дума, като е търсено повече фонетично, отколкото смислово съответствие.
- Гугол е по-голямо число от броя на всички частици в известната ни Вселена които по различни оценки са между 1079 и 1081[4].
- Куб запълнен с гугол атома на алуминия има страна дълга 58 млн. светлинни години.
- Ако се начертае правилен многоъгълник с гугол страни превишаващ по размери 1027 пъти известната ни Вселена, то той все едно ще изглежда като окръжност, даже ако се разглежда в мащаб дължината на Планк ({\displaystyle \ell _{P}} = 1,616 × 10−35 м). Да се начертае такъв многоъгълник е невъзможно, защото няма да стигнат атомите на цялата Вселена.